# Rudolf Aschenauer

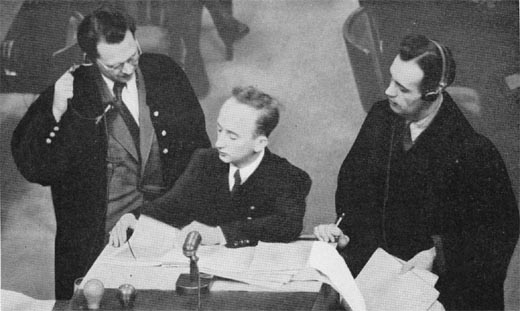
Rudolf Aschenauer (rechts) im Einsatzgruppen-Prozess (1947/48)

Rudolf Aschenauer (* 21. Dezember 1913 in Regensburg; † 28. Januar 1983 in Nürnberg) war ein deutscher Jurist. Er wurde als Strafverteidiger in Kriegsverbrecherprozessen und NS-Prozessen nach dem Ende des Zweiten Weltkrieges bekannt. Aschenauer vertrat hunderte von angeklagten Kriegsverbrechern, darunter Otto Ohlendorf im Einsatzgruppen-Prozess, Walther Funk während dessen Haft in Spandau und Wilhelm Boger im Auschwitzprozess. Aschenauer war als Publizist, Organisator und Vorsitzender der „Stillen Hilfe“ für viele Jahre im rechtsextremen Spektrum aktiv.

## Leben

### Zeit des Nationalsozialismus
Der Sohn eines Reichsbahnwerkmeisters besuchte ab 1928 das Theresien-Gymnasium München und trat der Marianischen Studentenkongregation Westend bei. Ab 1933 war er Mitglied der SA, die er nach einem Jahr aus Gesundheitsgründen verlassen musste. Ab 1934 studierte er Rechtswissenschaften an der Münchner Ludwig-Maximilians-Universität, trat dem NSDStB bei und gehörte der katholischen Studentenverbindung K.St.V. Ottonia München im Kartellverband katholischer deutscher Studentenvereine an. Er hing einem radikalen, völkisch konnotierten Nationalismus an. Schon als Schüler war Aschenauer im Verein für das Deutschtum im Ausland (VDA) aktiv, dessen Veranstaltungen in München er ab 1934 organisierte. 1938 bzw. 1941 legte Aschenauer die juristischen Staatsprüfungen jeweils mit „ausreichend“ ab. Zum 1. Mai 1937 trat er der NSDAP bei (Mitgliedsnummer 4.686.956). Er war in seiner NSDAP-Ortsgruppe Blockleiter und für volks- und staatsfeindliche Angelegenheiten zuständig. In seinem Spruchkammerverfahren 1946 behauptete Aschenauer, er sei 1941 aus der Partei ausgetreten. Der Archivar Christoph Bachmann folgte dieser Einlassung. Für den Historiker Jens Westemeier log Aschenauer, „dass sich die Balken bogen“. Hubert Seliger weist darauf hin, dass der von Aschenauers behauptete Parteiaustritt wegen der Gestapo-Überwachung eines verwandten Priesters im Spruchkammerverfahren nicht belegt wurde.
Ab 1. April 1941 zur Wehrmacht eingezogen kam Aschenauer in eine Artillerieeinheit am Ladogasee als Hilfsdolmetscher und Zahlmeister. Aschenauer arbeitete außerdem von 1939 bis 1945 für das Reichspropagandaamt München-Oberbayern, dem er als „zuverlässiger, einsatzbereiter und verwendungsfähiger Nationalsozialist“ galt, der „jederzeit rückhaltlos für Bewegung und Staat eintritt“. Nachdem er 1946 in einem Spruchkammerverfahren zunächst als „Minderbelasteter“ eingestuft worden war, gelang es ihm durch einen Einspruch, am 8. Juli 1947 als „Entlasteter“ (Gruppe IV) entnazifiziert zu werden.

### Verteidiger von NS-Tätern
Nach der Entlassung aus der Kriegsgefangenschaft leistete der Assessor Aschenauer zunächst Aufräumarbeiten in der Bibliothek des Landgerichts München. Am 24. April 1946 wurde er einer der offiziellen Verteidiger der SA vor dem Internationalen Militärtribunal Nürnberg. Anschließend wurde er Sachbearbeiter bei der Staatsanwaltschaft München II, trat aber am 7. Mai 1947 in den anwaltlichen Probedienst bei dem Rechtsanwalt und Politiker Fritz Schäffer. Im Einsatzgruppen-Prozess 1947 war Aschenauer Wahlverteidiger von Otto Ohlendorf, dem prominentesten Angeklagten im Prozess. Er argumentierte, dass Massenexekutionen Präventivmaßnahmen gegen einen Angriff der Bolschewisten auf das Deutsche Reich gewesen seien (Putativnothilfe). Bis zur Hinrichtung von Ohlendorf 1951 versuchte Aschenauer eine Revision des Urteils oder eine Begnadigung zu erreichen. Nach einer Ausbildungszuweisung an die Kanzlei Fritz Schäffer in München erhielt er am 1. Februar 1949 eine Anwaltszulassung.
Zwischen 1948 und 1953 setzte sich Aschenauer als einer von mehreren Anwälten für den 1946 im Nürnberger Prozess gegen die Hauptkriegsverbrecher zu lebenslanger Haft verurteilten Walther Funk ein. Dazu hatte ihn Funks Ehefrau Louise beauftragt, ein Mandat von Funk selbst besaß Aschenauer nicht, da entsprechende Briefe von Funk an Aschenauers Kanzlei von der sowjetischen Direktion des Kriegsverbrechergefängnisses Spandau zurückgehalten wurden.
1949 kontaktierte Aschenauer (vermutlich mit der Hilfe von Deutsch-Amerikanern aus Wisconsin) den damals in den USA auf nationaler Ebene noch weithin unbekannten Senator Joseph McCarthy und behauptete, dass die Verurteilung im Malmedy-Prozess nur mit Hilfe von durch Folter erpressten Geständnissen zustande gekommen sei. McCarthy brachte diese Anschuldigungen in einer Anhörung des US-Senats im Mai 1949 vor. Aschenauer wiederum benutzte diese Anhörung als Beleg für Veröffentlichungen in der deutschen Presse, welche die Rechtmäßigkeit aller Urteile gegen Kriegsverbrecher in Frage stellte.
Aschenauer promovierte 1949 in Jura an der Universität Erlangen mit einer Dissertation zum Thema der Rechtsprechung der amerikanischen Militärgerichtshöfe in Nürnberg. Betreut wurde die Arbeit von dem Kirchenrechtler Franz Tibor Hollós. Aschenauer machte sich dabei die Argumente der Verteidigung Otto Ohlendorfs zu eigen. Hubert Seliger sieht Anhaltspunkte, dass die Schriftsätze in diesem Prozess nicht von Aschenauer, sondern von Reinhart Maurach oder dem RSHA-Juristen Heinrich Malz verfasst wurden. Zumindest wurden viele der späteren Pamphlete Aschenauers von Malz verfasst.
Auf die Initiative von Aschenauer und Georg Fröschmann wurde 1949 das „Komitee für kirchliche Gefangenenhilfe“ gegründet. Die Gründungsversammlung fand am 26. November 1949 im Erzbischöflichen Ordinariat in München statt. An der Versammlung nahmen neben Aschenauer der Weihbischof Neuhäusler, Domkapitular Thalhamer und weitere hohe Kirchenfunktionäre teil. Die Büroleitung übernahm der ehemalige RSHA-Mitarbeiter Heinrich Malz. Im Kriegsverbrechergefängnis Landsberg am Lech betreute Aschenauer 57 Mandanten, darunter auch Verurteilte des Dachauer Malmedy-Prozesses von 1946, nicht jedoch Joachim Peiper. Er organisierte Eingabenaktionen an die Bundesregierung und publizierte Rechtfertigungsschriften, die von der Veteranenorganisation der Waffen-SS, der Hilfsgemeinschaft auf Gegenseitigkeit der Angehörigen der ehemaligen Waffen-SS, finanziert wurden.
Aschenauer war Mitglied der „Arbeitsgemeinschaft für Recht und Wirtschaft“, München, die ebenfalls Pressearbeit und Unterstützung für angeklagte und verurteilte Kriegsverbrecher betrieb. Von 1950 bis 1953 veröffentlichte er die Zeitschrift Die Andere Seite, deren Herausgeber die Arbeitsgemeinschaft für Recht und Wirtschaft war. Weiter nahm Aschenauer ab 1949 an den vierteljährlichen Tagungen des Heidelberger Juristenkreises teil, der die Revision der Urteile aus den alliierten Kriegsverbrecher- und NS-Prozessen koordinierte. 1951 war Aschenauer Mitglied des Gründungsvorstandes des Vereins „Stille Hilfe für Kriegsgefangene und Internierte“, eines weiteren Vereins mit diesem Ziel. Aschenauer trat als Anwalt und als Vertrauensmann der 1952 verbotenen Sozialistischen Reichspartei (SRP) auf. Allerdings war er zu der Zeit sowohl (seit Frühjahr 1952) Mitarbeiter des Verfassungsschutzes als auch des „Katholischen-Nachrichtendienstes“ als auch für die Naumann-Gruppe, ein Netzwerk z. T. ehemals führender Nationalsozialisten, aktiv. Im Bestreben der Naumann-Gruppe, die Deutsche Reichspartei zu einer nationalen Sammlungspartei für die Bundestagswahl 1953 auszubauen, „misslangen“ zunächst alle Versuche der Führung der verbotenen Sozialistischen Reichspartei, sich neu zu organisieren. Beteiligt oder informiert über diese Versuche war jeweils Aschenauer. Über den „Katholischen Nachrichtendienst“ besaß Aschenauer beste Kontakte bis hin zu Adenauer, den er ein Jahr später in einem gegen Adenauer von der Deutschen Reichspartei angestrengten Prozess sogar vertrat. Da führende Mitglieder der Naumann-Gruppe im Frühjahr 1953 vom britischen Geheimdienst verhaftet wurden, kam es nicht mehr zu der angestrebten nationalen Sammlungspartei.
1958 verteidigte Aschenauer den Hauptangeklagten Werner Hersmann beim Ulmer Einsatzgruppen-Prozess. 1960 war er Verteidiger von Max Simon, der im sogenannten Ansbacher Prozess wegen der Ermordung der Männer von Brettheim, die kurz vor Kriegsende vier Hitlerjungen entwaffnet hatten, angeklagt war. Aschenauer erreichte in erster Instanz einen Freispruch, da die Kriegsgerichtsurteile formal korrekt gewesen seien, dieses Urteil wurde später vom Bundesgerichtshof aufgehoben.
1964 war Aschenauer vor dem Landgericht München II Verteidiger von Karl Wolff, welcher der Beihilfe an der Ermordung von 300.000 Juden angeklagt war. 1965 verteidigte er den Hauptangeklagten Wilhelm Boger im Auschwitzprozess. Aschenauer trat 1968 zusammen mit dem Anwalt Sauer als Verteidiger von Wilhelm Rosenbaum auf, der wegen gemeinschaftlichen Mordes an jüdischen Frauen, Kindern und Männern in 169 Fällen in der SD-Schule in Bad Rabka angeklagt war.
1977 war Aschenauer Vorsitzender der „rechtslastige[n]“ Gesellschaft für deutsche Kulturbeziehungen im Ausland (VDA) und veröffentlichte in der rechtsextremistischen Zeitschrift „Nation und Europa“. Aschenauers veröffentlichte Bücher erschienen entweder im Selbstverlag oder in der rechtsextremistisch geprägten Verlagsgesellschaft Berg bzw. im Damm-Verlag, München, der auch J. G. Burg, den Holocaust-Leugner Paul Rassinier sowie den verurteilten Kriegsverbrecher Lothar Rendulic verlegte.

## Veröffentlichungen

### Als Autor
- Zur Frage einer Revision der Kriegsverbrecher-Prozesse. Selbstverlag Rudolf Aschenauer, Nürnberg 1949.
- Um Recht und Wahrheit im Malmedy-Fall – Eine Stellungnahme zum Bericht eines Untersuchungsausschusses des amerikanischen Senats in Sachen Malmedy-Prozess. Selbstverlag Rudolf Aschenauer, Nürnberg 1950.
- Landsberg – ein dokumentarischer Bericht von deutscher Seite. Arbeitsgemeinschaft für Recht und Wirtschaft, München 1951. (Über die Justizvollzugsanstalt Landsberg, in der die Häftlinge aus den NS-Prozessen einsaßen.)
- Macht gegen Recht – Unbekanntes Material aus der amerikanischen und britischen Kriegsverbrecher-Praxis. Arbeitsgemeinschaft für Recht und Wirtschaft, München 5, 1952
- Der Malmedy-Fall – 7 Jahre nach dem Urteil. Selbstverlag Rudolf Aschenauer, München 1953
- Der Fall Schörner – Eine Klarstellung. Selbstverlag Rudolf Aschenauer, München 1962. (Über den Fall von Ferdinand Schörner.)
- Der Fall Herbert Kappler – Ein Plädoyer für Recht, Wahrheit und Verstehen. Damm-Verlag, München 1968
- Um Wahrheit und Gerechtigkeit im Fall Herbert Kappler. Damm-Verlag, München 1969. (Über den von Aschenauer vertretenen Herbert Kappler.)
- Der Fall Reder – ein Plädoyer für Recht und Wahrheit. Vowinckel-Verlag, Berg am See 1978. ISBN 3-921625-13-0. (Eine Schrift über den Fall des in Italien verurteilten SS-Sturmbannführers Walter Reder, der allerdings nicht von Aschenauer verteidigt wurde, sondern vom italienischen Anwalt Giuseppe Schirò und dessen deutschem Kollegen Claus-Joachim von Heydebreck.)
- Die Auslandsdeutschen – 100 Jahre Volkstumsarbeit, Leistung und Schicksal. Türmer-Verlag, Berg/Starnberger See 1981. ISBN 3-87829-065-9.
- Krieg ohne Grenzen – der Partisanenkampf gegen Deutschland 1939–1945 . Druffel-Verlag, Leoni am Starnberger See 1982, ISBN 3-8061-1017-4.

### Als Herausgeber
- Ich, Adolf Eichmann. Ein historischer Zeugenbericht. Druffel, Leoni 1980, ISBN 3-8061-1004-2